# Век
Век (ијек. вијек) или столеће (ијек. стољеће) временски је интервал који траје 100 година.
У грегоријанском календару, који се данас највише користи, за прву годину се узима година Христовог рођења и не постоји нулта година. Према томе, први век је трајао од 1. до 100. године, први миленијум од 1. до 1000. године и тако даље.

## Преглед
Пошто редослед природних бројева почиње са 1, један век обухвата увек 100 година, а које завршавају одговарајућим округлим бројем. Тако, на пример, године грегоријанског календара који је данас у употреби у целом свету се броје од 1. године нове ере. Стога, 1. век обухвата године од 1. до 100. н.е. Други век је почео 101. године и наставио се до 200. године. Екстраполацијом се долази да је 20. век трајао од 1901. до 2000. године, тако да је 21. век почео 1. јануара 2001. и трајаће до 31. децембра 2100. године.
Међутим, јавност је донекле била збуњена на прелазу из 19. у 20. век, када су тадашњи медији на сва звона објављивали прелазак у 20. век већ 1. јануара 1900. године, иако је 20. век званично наступио тек годину дана касније. Слична ситуација се десила и 1. јануара 2000. године, када је готово цели свет прослављао долазак 21. века.
У историјским документима из италијанског говорног подручја из времена ране ренесансе, око 15. века, често су се векови наводили без ознаке миленијума. Тако, на пример, 15. век се означавао као quattrocento, дословно четири стотине.
Данас се речи век и столеће у медијима понекад користе као појам неког посебног догађаја који статистички значајно одскаче од просека. Тако, готово свакодневно, у медијима је могуће прочитати да се очекује најхладнија зима столећа или поплава века.